# Rue Louis Ernotte
Pour les articles homonymes, voir Ernotte.
La rue Louis Ernotte est une voirie des communes bruxelloises d'Ixelles et de Watermael-Boitsfort. Elle tient au nord à la rue des Merisiers par la passerelle piétonne aérienne et au sud à la chaussée de Boitsfort.

## Histoire
Autrefois, cette rue formait l'extrémité sud de l'ancienne rue de la Charette. Elle coupait la ligne de chemin de fer Schaerbeek-Hal à travers l’assiette des voies et suivait un tracé à peu près parallèle à la chaussée de Boitsfort jusqu’à l’angle de cette voie et du Dries, au hameau du Spoel, à Watermael-Boitsfort.
Au début du XXe siècle, du côté ouest de la voirie, se trouvaient quelques villas, et du côté est, la propriété de l'industriel Louis Berckmans.
La numérotation des habitations va de 61 à 85 pour le côté impair (Ixelles) et de 2 à 64 pour le côté pair (Watermael-Boitsfort).

### Origine du nom
Louis Ernotte était un philanthrope et ancien Président de la Commission administrative des Hospices civils, l'ancêtre des actuels Centres publics d'Action sociale. Il dirigea aussi l'Hospice Van Aa avant 1865, à l'époque où ce dernier était encore situé rue de Vergnies.